# Colí muntanyenc

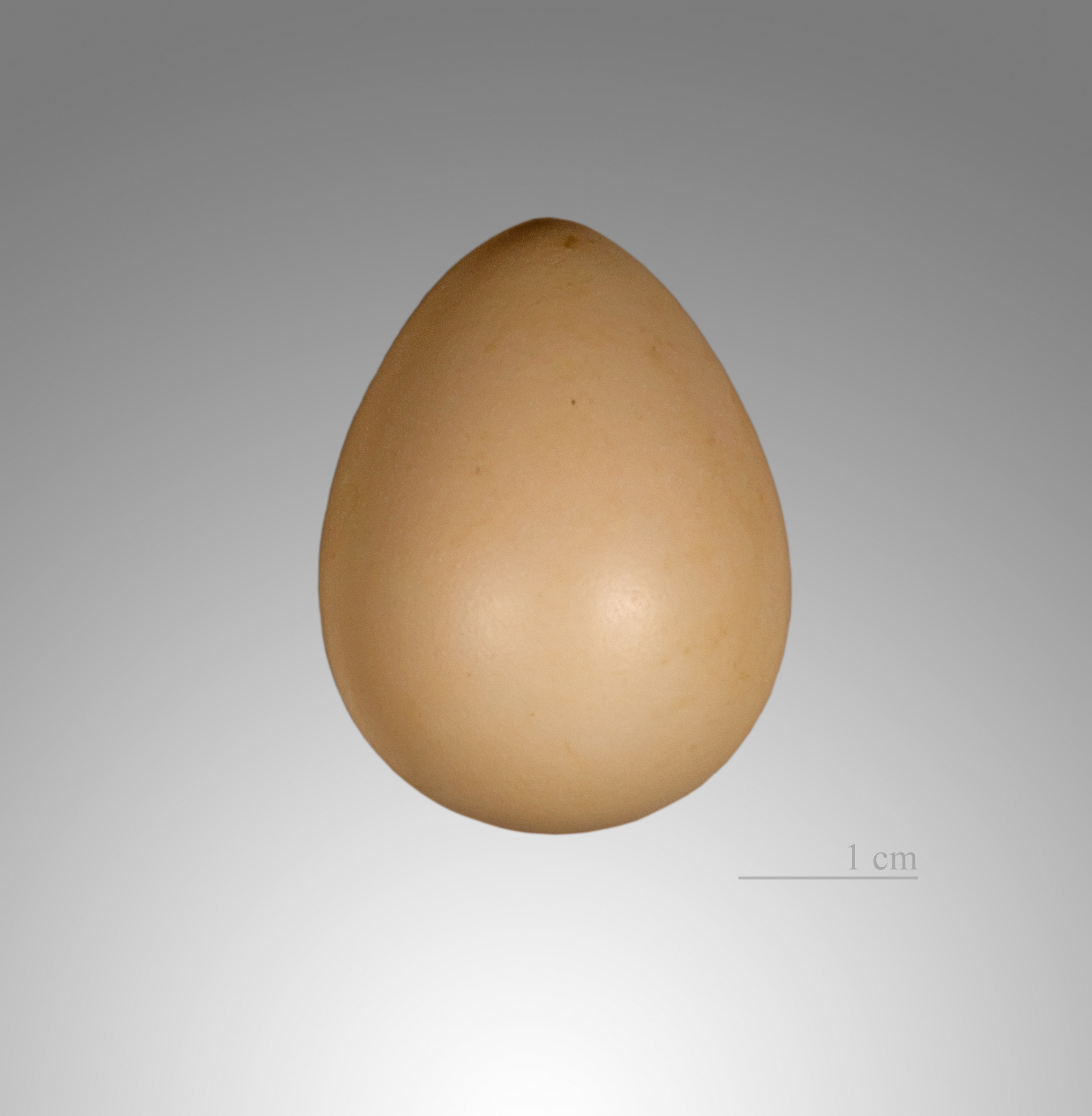
Oreortyx pictus

El colí muntanyenc (Oreortyx pictus) és una espècie d'ocell de la família dels Odontofòrids (Odontophoridae) que habita zones de matoll de les muntanyes Rocoses, des del sud-oest de la Colúmbia Britànica incloent l'illa de Vancouver, a través dels Estats Units, fins al nord de Baixa Califòrnia. És l'única espècie del gènere Oreortyx (Baird, SF, 1858).